# Drepanocladus jamesii-macounii
Drepanocladus jamesii-macounii är en bladmossart som beskrevs av Abel Joel Grout 1909. Drepanocladus jamesii-macounii ingår i släktet krokmossor, och familjen Amblystegiaceae. Inga underarter finns listade i Catalogue of Life.